# Politiezone Kouter
De Politiezone Kouter (zonenummer 5452) is een Belgische politiezone die bestaat uit de West-Vlaamse gemeenten Gistel, Ichtegem, Jabbeke, Oudenburg en Torhout.